# Jonne Aaron

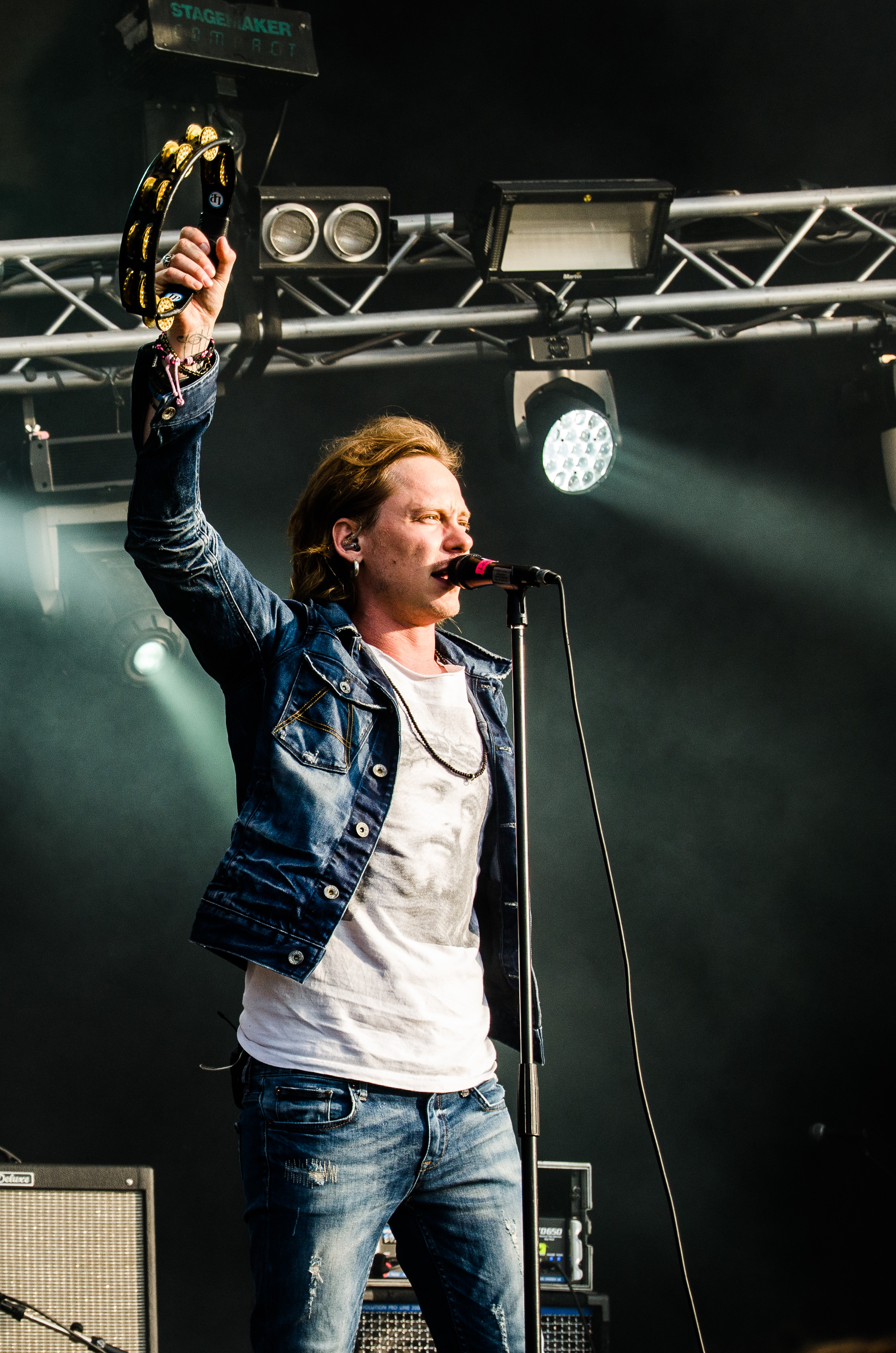
Jonne Aaron (2013)

Jonne Aaron Liimatainen (* 30. August 1983 in Tampere) ist ein finnischer Sänger und Songwriter. Bekannt wurde er als Frontmann der finnischen Glam-Rock-Band Negative.

## Biografie
Jonne Aaron wurde am 30. August 1983 in Tampere, Finnland geboren. Seine Brüder Tommi Liimatainen und Ville Liimatainen sind ebenfalls in der Musikbranche tätig. Als Jonne Aaron 11 Jahre alt war, schenke ihm sein Vater erste akustische Gitarre. Daraufhin begann sich Aaron näher für Musik zu interessieren. Zu seinen Vorbildern gehörten The Beatles oder Guns N’ Roses.
Jonne Aaron begann seine professionelle Musikkarriere als Frontmann der erfolgreichen finnischen Glam-Rock-Band Negative im Jahr 1997. Nach Auflösung der Band entschied er sich für Solokarriere.
Am 26. April 2013 veröffentlichte Aaron erstes Soloalbum Onnen Vuodet („Jahre des Glücks“), welches Platz 1 in finnischen Charts erreicht hat.
Im Herbst 2021 veröffentlichte Jonne Aaron gemeinsam mit Jimmy Westerlund Single Olettamuksia („Annahmen“) - Titelsong zur finnischen Krimiserie „Koskinen“. Die Single erschien auch in englischer Version unter dem Titel Dance With Danger.

## Diskografie

### Alben
| Jahr | Titel Musiklabel                   | Höchstplatzierung, Gesamtwochen, AuszeichnungChartsChartplatzierungen (Jahr, Titel, Musiklabel, Platzierungen, Wochen, Auszeichnungen, Anmerkungen) | Anmerkungen                            |
| Jahr | Titel Musiklabel                   | FI | Anmerkungen                            |
| ---- | ---------------------------------- | --- | -------------------------------------- |
| 2013 | Onnen vuodet WEA / Warner Music    | FI1 Gold · (25 Wo.)FI | Erstveröffentlichung: 26. April 2013   |
| 2014 | Risteyksessä WEA / Warner Music    | FI4 (29 Wo.)FI | Erstveröffentlichung: 31. Oktober 2014 |
| 2019 | Tiikerin raidat WEA / Warner Music | FI5 (2 Wo.)FI | Erstveröffentlichung: 10. Mai 2019     |

### Singles und EPs
| Jahr | Titel Album             | Höchstplatzierung, Gesamtwochen, AuszeichnungChartsChartplatzierungen (Jahr, Titel, Album, Platzierungen, Wochen, Auszeichnungen, Anmerkungen) | Anmerkungen             |
| Jahr | Titel Album             | FI | Anmerkungen             |
| ---- | ----------------------- | --- | ----------------------- |
| 2012 | Anna mä meen Sokka irti | FI1 (17 Wo.)FI | Cheek feat. Jonne Aaron |
| 2012 | Kylmä ilman sua –       | FI8 (4 Wo.)FI |                         |
| 2012 | Satulinna –             | FI20 (1 Wo.)FI |                         |

Weitere Singles
- 2012: Vain elämää (EP)
- 2013: Taivas itkee hiljaa (Single Edit)
- 2014: Yksin
- 2015: Mitä sä ajattelet (feat. Jeremy Folderol)
- 2016: Rooma
- 2017: Vihan sokaisema
- 2018: Kun jätät minua
- 2019: Tiikerin raidat
- 2021: Ota syliin ja suutele mua
- 2021: Olettamuksia
- 2022: Sitten kun
- 2023: Sydämen äänet